# Marcel Garnier (écrivain)
Pour les articles homonymes, voir Garnier et Marcel Garnier.
Marcel Garnier, né le 30 septembre 1890 à Quarré-les-Tombes, mort le 5 octobre 1971 à Moret-sur-Loing, est un poète, romancier, nouvelliste et dramaturge français.

## Biographie
Fils du boucher Ferdinand Garnier et d'Amélie Leduc, Marcel Garnier voit le jour dans la maison familiale sur la place du village de Quarré-les-Tombes. Enfant unique, sa mère meurt alors qu'il est encore dans sa prime jeunesse. Brillant élève, il obtient le certificat d'études en 1902.
En 1904, son père qui s'est remarié lui donne une demi-sœur et l'envoie à Paris, chez son oncle et sa tante Marcel et Marie-Louise Louchard, née Leduc. Il devient garçon de courses ou d'ascenseur  aux magasins du Printemps, puis va gravir les échelons en devenant aide-comptable, puis premier caissier. Il commence alors à écrire des poèmes et apprend le violon.
Passionné par le théâtre et l'opéra-comique, il verra jusqu'à 16 fois la pièce Manon Lescaut de Massenet.
Il fait son service militaire durant deux ans au régiment de dragons de Joigny alors qu'éclate la Première Guerre mondiale. Il continuera à écrire des vers dans un petit carnet rouge  qu'il conserve précieusement sur lui. En 1917, à la bataille de la Somme, il a les pieds gelés. L'armée l'envoie en repos à Pont-L'Abbé, loin des combats. À la fin de la guerre, il reprend son travail au Printemps et fréquente une amie de sa tante, Madeleine Geoffroy, qu'il épouse à Moret-sur-Loing le 26 avril 1920. Elle est la fille de Charles Geoffroy, chef d'entreprise en maçonnerie, couverture-plomberie et maire radical-socialiste de la petite cité.
Son épouse lui donne en 1923 un premier enfant, Daniel, puis quelques années plus tard deux filles, Françoise et Anne-Marie. Cette même année 1923 voit la mort de son beau-père, à qui il succède à la tête de l'entreprise, tout en continuant à écrire ses poèmes au cours des années 1920-1930. Il participe à des concours et gagne quelques prix.
En 1931 il écoute un enregistrement d'un poème de Baudelaire par la comédienne Mary Marquet. Émerveillé par l'interprétation de l'actrice, il prend la liberté d'adresser ses vers à celle-ci qui lui promet en retour qu'elle les dira un jour au Théâtre-Français. Elle tient sa promesse quatre ans plus tard. Lorsqu'elle récite trois œuvres de Garnier le 5 mai 1935 aux « Matinées » des Sociétaires de la Comédie Française, entre les œuvres d'Edmond Rostand, Victor Hugo et Jules Laforgue. La salle accueille favorablement à la déclamation de ses poèmes avec huit rappels.
En 1940, la famille Garnier part s'installer à Sauzé-Vaussais dans le département des Deux-Sèvres. Ils sont de retour à Moret en 1942 et trouvent leur maison de la rue Lemasson-Henrion occupée par un officier de la Wehrmacht avec lequel il va nouer une amitié. Il consacre cette année au théâtre.
Paul Reboux, président du jury du grand prix littéraire de la Ville de Nice, compare Marcel Garnier à Jules Renard lors de la remise de ce prix pour son ouvrage Parmi les bêtes. Il est interprété plusieurs fois à la radio et enregistré sur microsillon par 24 chansonniers au profit des aveugles.
Il est candidat, sans succès, à l'Académie française en 1962 au fauteuil de Pierre Benoit, et tira de cet épisode un recueil de poèmes humoristiques édité en 1963, intitulé Ballade autour du quai de Conti.
Veuf, il demeurera à Moret-sur-Loing auprès de ses enfants, continuant à écrire jusqu'à sa mort le 8 octobre 1971.
Il est l'auteur de quinze romans, de six pièces de théâtre, mais aussi de poèmes et de nouvelles. Il a été transcrit en braille et en plusieurs langues étrangères, et reproduit dans plus de 200 journaux.

## Œuvres
- 1926  -  Ma vieille maison dans la revue mensuelle Poésie
- 1935  -  Lettre et scène (long poème)- Retour (sonnet) récités par Mary Marquet
- 1936  -  Sous notre toit, recueil de poèmes, chez Fasquelle à Paris, dédié à la comédienne Mary Marquet. Ils seront lus salle Pleyel
- 1937  -  La mare aux fées, pièce de théâtre lyrique en vers, en un acte, interprétée à la radio
- 1939  -  L'étreinte au sol, pièce de théâtre en prose, doit être jouée à la radio mais la guerre est déclarée. Elle sera jouée au théâtre du Vieux-Colombier, en 1942 une seule fois au profit des prisonniers de guerre. Puis par une troupe d'amateurs en province des bords du loin jusqu'au Morvan
- 1940-1944 - Pour des billes, pièce de théâtre en un acte, représentée en province pendant la guerre.
- 1943 - Les Dubon, pièce de théâtre en trois actes, texte imprimé, représentée en province
- 1940-1944 - La route, pièce de théâtre en trois actes représentée en province pendant la guerre
- 1944  -   Les cousins de Quarré, comédie, première représentation le 2& avril 1944 à Moret-sur-Loing. Dans cette pièce les domestiques sont pris pour les maîtres.
- 1945  -   Du Tchad à Berchtesgaden, poème à la gloire de Leclerc et de la 2e Division blindée.
- 1946  -   Madeleine Daurencin, roman ayant paru en feuilleton dans le journal L'Yonne républicaine, en 1947 et plus tard dans Le Sénonais libéré, remporta un beau succès. Ouvrage imprimé  à 250 exemplaires numérotés dans une édition de luxe  aux éditions des Vieux Moulins, Moret-sur-Loing, 304.p., illustrations de François Cogné[3]
- 1947  -   Sonia Olberg roman d'espionnage, de science-fiction, édition des Vieux Moulins, Moret-sur-Loing. Paru dans l'Yonne Républicaine en feuilleton
- 1948  -   Le berger Louis, roman policier, suite de Madeleine Daurencin, dédié à Colette de l'Académie Goncourt, avec laquelle il entretenait une correspondance.
- 1949  -   François Dantin, roman, couronné par le prix Max du Veuzit. Histoire d'un enfant de l'Assistance-Publique  qui réussit dans la vie. Dédié à madame Vincent Auriol, épouse du Président de la République, qui s'occupait de l'Assistance publique. Éditions des Vieux Moulins à Moret.
- 1950  -   Parmi les bêtes, recueil de nouvelles, portraits d'animaux. Ouvrage couronné par le grand prix littéraire de la Ville de Nice
- 1950  -   Mon Pays, nouvelle
- 1950  -   Matin, nouvelle en prose poétique
- 1952  -   Le chemin des Faclas, roman, dédié à Camille Ernst, préfet de Seine-et-Marne, publié en feuilleton dans L'Yonne Républicaine au cours de l'été 1952
- 1953  -   Un amour de bohémienne , roman aux éditions Taillandier
- 1954  -   L'étreinte du sol, roman extrait de sa pièce de théâtre et dédié à son ami Paul Reboux, humoriste
- 1956  -   Monsieur Patrice, roman sur les mœurs parlementaires, le dernier que fera éditer Garnier de son vivant. Une demi-douzaine resteront à l'état de manuscrits.
- 1962  -   Candidature, poème
- 1963  -   Ballade autour du quai Conti , recueil de poèmes humoristiques
- Du printemps à l'automne, poème
- Fanny de Brémond, pièce de théâtre
- Thérèse de Montgaudier, pièce de théâtre
- Le peintre et ses modèles, roman
- Jean Vincent, roman, publié en feuilleton dans Le Sénonais libéré

## Prix
- 1926  - Lauréat no 9 aux « Jeux floraux de France » pour Ma vieille maison
- 1949  - Prix Max du Veuzit pour François Dantin
- 1950  - Grand Prix littéraire de la Ville de Nice pour Parmi les bêtes

## Iconographie
- Caricatures de Marcel Garnier par Trez, publiées dans Paris Match le 3 novembre 1962